# アンカーウーマン (映画)
『アンカーウーマン』（原題：Up Close & Personal）は、1996年公開のアメリカ映画。

## ストーリー
全米ネットのニュース番組のアンカーウーマンを目指すタリーは、マイアミの小さなローカル局に採用され、プロデューサーのウォーレンの下に配属された。彼はかつて全米を代表する人気、実力共にトップのアンカーマンだった。彼はタリーに報道記者としての知識とテクニックを叩き込み、どんな大物政治家にも歯に衣着せぬ質問をぶつけるレポーターとして、タリーは視聴者の人気を獲得する。
やがてその評判を聞き付けたフィラデルフィアのテレビ局から仕事のオファーが舞い込むものの、いつしか互いに恋心を抱いていたウォーレンと離ればなれになることに躊躇するが、ウォーレンはキャリアアップのために行くべきだとタリーを励まし、送り出した。
新たな職場に奮闘するタリーだったが、慣れぬ環境に心が折れてしまい、スランプに陥ってしまう。そんな彼女の様子を友人から聞いたウォーレンは、全てを投げ打ち、タリーのサポート役を買って出る。再び心の支えを得たタリーはメキメキと頭角を表し、ついに看板アンカーウーマンの座を獲得。そしてウォーレンとも結婚し、公私ともに幸せの絶頂を味わうのだったが・・・。

## 概要
1970年代に実在したアメリカ初の女性アンカー（ニュースキャスター）、ジェシカ・サヴィッチの実話を基にしたロマンチック・ラブストーリーである。原作は1988年アランナ・ナッシュ著の『Golden Girl: The Story of Jessica Savitch』。
作品のメイキングについては妻のジョーン・ディディオンと共に原作を脚色したジョン・グレゴリー・ダンの著書『Monster: Living Off the Big Screen』（1997年）で言及されている。
主題歌にはセリーヌ・ディオンの大ヒットシングル『ビコーズ・ユー・ラヴド・ミー』が使用された。

## キャスト
※括弧内は日本語吹替
- ウォーレン・ジャスティス - ロバート・レッドフォード（野沢那智）
- サリー・“タリー”・アトウォーター - ミシェル・ファイファー（小山茉美）
- マーシャ・マクグラス - ストッカード・チャニング（塩田朋子）
- バッキー・テラノヴァ - ジョー・マンテーニャ（仲野裕）
- ジョアンナ・ケネリー - ケイト・ネリガン（藤生聖子）
- ネッド・ジャクソン - グレン・プラマー（松本大）
- ジョン・メリノ - ジェームズ・レブホーン（田原アルノ）
- ロブ・サリヴァン - スコット・ブライス（神谷和夫）
- フェルナンド・ブタンダ - レイモンド・クルス（星野充昭）
- ダン・デュアーテ - ミゲル・サンドバル（福田信昭）
- ビュフォード・セルス - ノーブル・ウィリンガム（幹本雄之）
- トム・オール - ジェームズ・カレン（糸博）

## 賞
受賞
グラミー賞 最優秀映画テレビ視聴覚主題歌賞（ダイアン・ウォーレン）
ノミネート
アカデミー歌曲賞（ダイアン・ウォーレン）
ゴールデングローブ賞 主題歌賞（ダイアン・ウォーレン）